# 料理恋物語
『料理恋物語』（りょうりこいものがたり）は、1988年8月15日～9月23日にTBS「花王 愛の劇場」枠にて放送された昼ドラマである。

## 概要
夫の不倫も知らずにコックを夢見てレストランで働き始めた友子が様々な困難を乗り越え一人前のコックになるまでを描いた人間模様。

## キャスト
- 友子 - 宮崎美子
- 根岸季衣
- 寺泉憲
- 和彦 - 丹波義隆
- アイデン・ヤマンラール
- 穂積隆信
- 阿部寿美子
- 井原千寿子
- 川田あつ子
- 直江喜一
- 奈美悦子
- 信実一徳
- 星洋子

## スタッフ
- 演出 - 中山史郎(ザ・ワークス）、竹内正男
- 脚本 - 畑嶺明
- 製作 - 松竹株式会社・TBS

## 主題歌
- SHAKE UP～抱きしめて～ -

作詞：AKEMI／作曲：高中正義・高槻真裕／編曲：森村献／歌：石井明美